# Ostiário
Ostiário (do latim Ostiarius: porteiro) era um membro da Igreja Católica  a quem competia tomar conta das chaves e da porta dos templos. Também era incumbido de, em alguns lugares, tocar os sinos e cuidar do templo, funções agora acumuladas pelo sacristão. Os candidatos ao sacerdócio sempre eram iniciados pela recepção desta Ordem Menor. Historicamente, durante o sacrifício da Missa, o ostiário ficava na porta da igreja, cuidando para que ninguém chegasse demasiadamente perto do altar e incomodasse o sacerdote ocupado na celebração do mistério.

## Origem
Esta era a primeira das antigas Ordens menores: (ostiário, leitor, exorcista e acólito). Com a instrução Ministeria quaedam, do Papa Paulo VI, publicada em 1972, essas ordens menores foram suprimidas, à excepção dos ministérios de leitor e de acólito, que se passaram a chamar, porém, ministérios laicais.